# 2001 au Belize
Chronologie du Belize
- 1997
- 1998
- 1999
- 2000
- 2001
- 2002
- 2003
- 2004
- 2005

Cet article présente les faits marquants de l'année 2001 au Belize.

## Gouvernement
- Monarque : Élisabeth II
- Gouverneur général : Colville Young
- Premier ministre : Said Musa
- Vice-premier ministre : Johnny Briceño
- Ministre des Ressources naturelles et de l'Environnement : Johnny Briceño
- Ministre de la Sécurité nationale : Jorge Espat (en)
- Ministre du Développement rural : Marcial Mes
- Ministre de l'Agriculture : Dan Silva (en)
- Ministre du Développement humain et des Femmes : Dolores Balderamos-García (en)
- Ministre du Travail et de l'Industrie sucrière : Valdemar Castillo (en)
- Ministre de la Santé : Jose Coye
- Ministre du Tourisme et de la Jeunesse : Mark Espat
- Chef de l'opposition : Dean Barrow
- Attorney-General : Godfrey Smith (en)

## Statistiques
- Pour l'année 2001, il a été estimé 7 100 naissances et 1 300 décès ; un taux de mortalité infantile de 34 ‰ et un taux de fécondité de 3 enfants par femme ; ainsi qu'une espérance de vie de 70,2 ans pour les hommes et 73,4 ans pour les femmes[1]. Le taux d'alphabétisation est de 93,4 % (l'école est obligatoire entre 6 et 14 ans)[1].

## Évènements

### Non daté
- Création de plusieurs sites protégés :
  - Parcs nationaux : Billy Barquedier, Honey Camp, Mayflower Bocawina, Nojkaaxmeen Eligio Panti
  - Réserve marine : Bacalar Chico

### Janvier
- 24 janvier : le Belize forme des relations diplomatiques avec l'Angola[2].

### Février
- lancement de l'émission musicale Karaoke Television (en) sur Channel 5 (en). L'émission devient très vite populaire[3],[4].

### Mars
- 27 mars : le traité d'extradition entre le Belize et les États-Unis entre en vigueur[5].

### Avril
- x

### Mai
- x

### Juin
- Saison cyclonique 2001 dans l'océan Atlantique nord
- 29 juin : le Belize forme des relations diplomatiques avec le Liban[6].

### Juillet
- x

### Août
- 11 août : Russell F. Freeman (en) est nommé Ambassadeur des États-Unis au Belize[7].
- 21 et 22 août : Tempête tropicale Chantal.

### Septembre
- 6 septembre : ouverture de la Maison de la Culture de Benque Viejo (en), une galerie d'art[8].
- 21 septembre : Fête nationale.

### Octobre
- 8 octobre : Ouragan Iris. Les premières estimations du 10 octobre donnent : 11 morts, 11 disparus, Placencia détruite à 80 %, Seine Bight à 90 % et la ville d'Independence a également souffert de lourds dégâts[9].

### Novembre
- 25 novembre : création de l'Équipe du Belize féminine de football.

### Décembre
- x

## Sport
- Coupe UNCAF des nations 2001

## Décès
- 3 octobre : Philip Stanley Wilberforce Goldson, journaliste et homme politique.